# Diana Andringa
Diana Marina Dias Andringa ComIH • GOL (Dundo-Chitato, Lunda Norte, 21 de Agosto de 1947) é uma jornalista, cronista e documentarista portuguesa.

## Biografia
Diana nasceu em Dundo-Chitato, filha de um funcionário da Diamang. Ali assistiu ao racismo e segregação racial entre os funcionários "brancos" da companhia e os indígenas. A jornalista designou-o por "apartheid não declarado".
Após a partida de Angola, fez o liceu em Portugal, após o que iniciou o curso de Medicina, na Faculdade de Medicina da Universidade de Lisboa, em 1964.
Aí se iniciou no jornalismo, ao colaborar nos boletins universitários, em 1965. Em 1967 torna-se colaboradora do Diário Popular e do Diário de Lisboa. Em 1968, frequentou o primeiro Curso de Jornalismo criado pelo Sindicato dos Jornalistas e entrou para a redação da revista Vida Mundial. Abandona esta revista no âmbito de uma demissão colectiva, dedicando-se em seguida à actividade de copywriter de publicidade até ser presa pela PIDE, por apoiar a independência de Angola. Condenada a 20 meses de prisão, volta ao jornalismo ao reingressar no Diário de Lisboa, em 1971.
Um ano depois, porém, parte para Paris, onde chega a frequentar o curso de Sociologia, na Universidade de Paris 8. Regressa a Portugal em 1973.
Antes de iniciar carreira na RTP passa, novamente, pela Vida Mundial (1976-1977), fixando-se definitivamente no jornalismo televisivo em 1978. Tem uma passagem pela Informação do canal público, trabalhando nas redações do Telejornal e o Jornal 2, e em programas diversos, como Zoom (actualidade internacional), Triangular (reportagem nacional), Informação 2 - Internacional, Grande Reportagem e Projectos Especiais. Nesse âmbito conduz entrevistas a escritores como Ignacio Ramonet, Jorge Luís Borges e Marguerite Yourcenar ou políticos como Enrico Berlinguer, Delfim Neto, Georges Marchais e Kurt Waldheim.
Na RTP, assinou a realização de diversos documentários, como "Aristides de Sousa Mendes: O Cônsul Injustiçado" (1993), "Humberto Delgado: Obviamente Assassinaram-no" (1995), e "David Mourão-Ferreira: Retrato com Palavras" (1996), e as séries "Geração de 60" (1992) e "Crónica do Século" (1999-2002). Em 2001, foi responsável pelo programa "Artigo 37", na RTP2. Viria a abandonar a estação nesse mesmo ano, continuando no entanto a sua atividade como documentarista independente, destacando-se, por exemplo, o documentário "12 de Outubro de 1972: O Dia em que Perdemos o Medo", sobre as repercussões do assassinato de José Ribeiro Santos, em 2022.
Exerceu ainda os cargos de diretora-adjunta do Diário de Lisboa (1989-1990), subdiretora de Actualidades na RTP1 (1998-2001) e subdiretora da RTP2 (2000-2001). Integrou a Comissão de Trabalhadores da RTP (1993-1998) e foi presidente da Direção (1996-1998) e da Assembleia-Geral (1998-2001) do Sindicato dos Jornalistas.
Lecionou na Escola Superior de Educação do Instituto Politécnico de Setúbal (1998-1999) e na Escola Superior de Comunicação Social do Instituto Politécnico de Lisboa (1998-2001). Em 2013, doutorou-se em Sociologia da Comunicação no ISCTE.

## Prémios e outras distinções
Foi agraciada com duas Ordens Portuguesas:
- 1997 - Foi feita Comendadora da Ordem do Infante D. Henrique [43]

- 2006 - Grande-Oficial da Ordem da Liberdade.[44] [43]

Recebeu os prémios: 
- 1988 - Prémio Fernando Pessoa de Jornalismo atribuído pela seguradora Mapfre
- 1993 - Prémio de Jornalismo pelo documentário "Aristides de Sousa Mendes, o Cônsul injustiçado", atribuído pela Fundação Luso-Americana para o Desenvolvimento
- 1994 - Prémio de Reportagem Televisiva pelo documentário "Aristides de Sousa Mendes, o cônsul injustiçado", atribuído por Clube de Imprensa

- 1994 - Prémio de Reportagem Televisiva pelo documentário "O Caso Big Dan's, Violação numa comunidade portuguesa", atribuído pelo Clube de Jornalistas
- 1996 - Menção honrosa (com Maria João Rocha) por "Flora Gomes, identificação de um país", atribuído por Festival de Documentário da Malaposta

- 1996 - Prémio "Repórter X" e Nacional de Reportagem, por "Humberto Delgado, obviamente assassinaram-no", atribuído por Clube de Jornalistas do Porto[46]
- 1998 - Menção Honrosa para "José Rodrigues Miguéis, um homem do povo na história da República", no Festival de Curtas de Vila do Conde
- 2003 - Prémio Universidades no Teleciência - Festival do Filme Científico, por "Engenho e Obra", atribuído pela Universidade de Trás-os-Montes e Alto Douro
- 2009 - Prémio Melhor Documentário por "Dundo, Memória Colonial", na III Mostra Internacional de Cinema Internacional em Língua Portuguesa (Mostra a Língua)

- 2017 - Prémio Maria Isabel Barreno – Mulheres Criadoras de Cultura [47]
- 2020 - Prémio Gazeta de Mérito [40]

## Obras
É autora de vários livros, nomeadamente:  
- 1994 - Em Defesa de Aquilino Ribeiro [50]

- 1996 - Demasiado! uma viagem ao mundo dos refugiados
- 2014 - Funcionários da Verdade: Profissionalismo e Responsabilidade Social dos Jornalistas do Serviço Público de Televisão [51]
- 2017 - Joaquim Pinto de Andrade, Uma Quase Autobiografia (co-autora: Victória de Almeida e Sousa) [52]

## Filmografia
Assinou a realização, o argumento e a produção de diversos documentários, entre eles:
- 1975 - De sol a sol [53]

- 1981 - Goa, 20 anos depois

- 1983 - Aristides de Sousa Mendes, o cônsul injustiçado [54]

- 1985 - Iraque, o país dos dois rios

- 1994 - O Caso Big Dan's

- 1995 - Humberto Delgado: obviamente, assassinaram-no [55]

- 1996 - Fonseca e Costa: A descoberta da vida, da luz e da liberdade, também [56]

- 1996 - Corte de Cabelo: história de amor, Lisboa, anos 90

- 1996 - Vergílio Ferreira: retrato à minuta

- 1996 - Rómulo de Carvalho e o Seu Amigo António Gedeão [57] [58]

- 1997 - António Ramos Rosa - estou vivo e escrevo sol

- 1997 - Jorge de Sena - uma fiel dedicação à honra de estar vivo [57] [59]
- 1995 - Flora Gomes - Identificação de um País [60]

- 1998 - José Rodrigues Miguéis: um homem do povo na história da República [57] [61]
- 2002 - Clandestino (realizado por Abi Feijó) [62]

- 2002 - Timor-Leste: O sonho do Crocodilo [57] [63][64]

- 2002 - Engenho e Obra: Cem anos de Engenharia em Portugal [65]
- 2007 -  Guiné-Bissau: As duas faces da guerra (co-realização com Flora Gomes) [66]

- 2011 - Tarrafal - Memórias do Campo da Morte Lenta [67]
- 2009 - Dundo, memória colonial [68]
- 2015 - Operação Angola: Fugir para Lutar [69]

Em 1984 fez parte do elenco do filme O Lugar do Morto, realizado por António-Pedro Vasconcelos. 